# Белавенец, Пётр Иванович
Пётр Иванович Бела́венец (17 мая 1873 года — 18 марта 1932 года) — российский военный и военно-морской историк, геральдист, один из основателей российской вексиллологии, писатель, нумизмат, офицер флота, участник Цусимского сражения, капитан 1-го ранга.

## Биография
Пётр Иванович Белавенец родился 17 (29) мая 1873 год в Кронштадте в семье офицера Российского императорского флота И. П. Беловенца. Представитель дворянского рода Беловенцов Поречского уезда Смоленской губернии.

### Военная служба

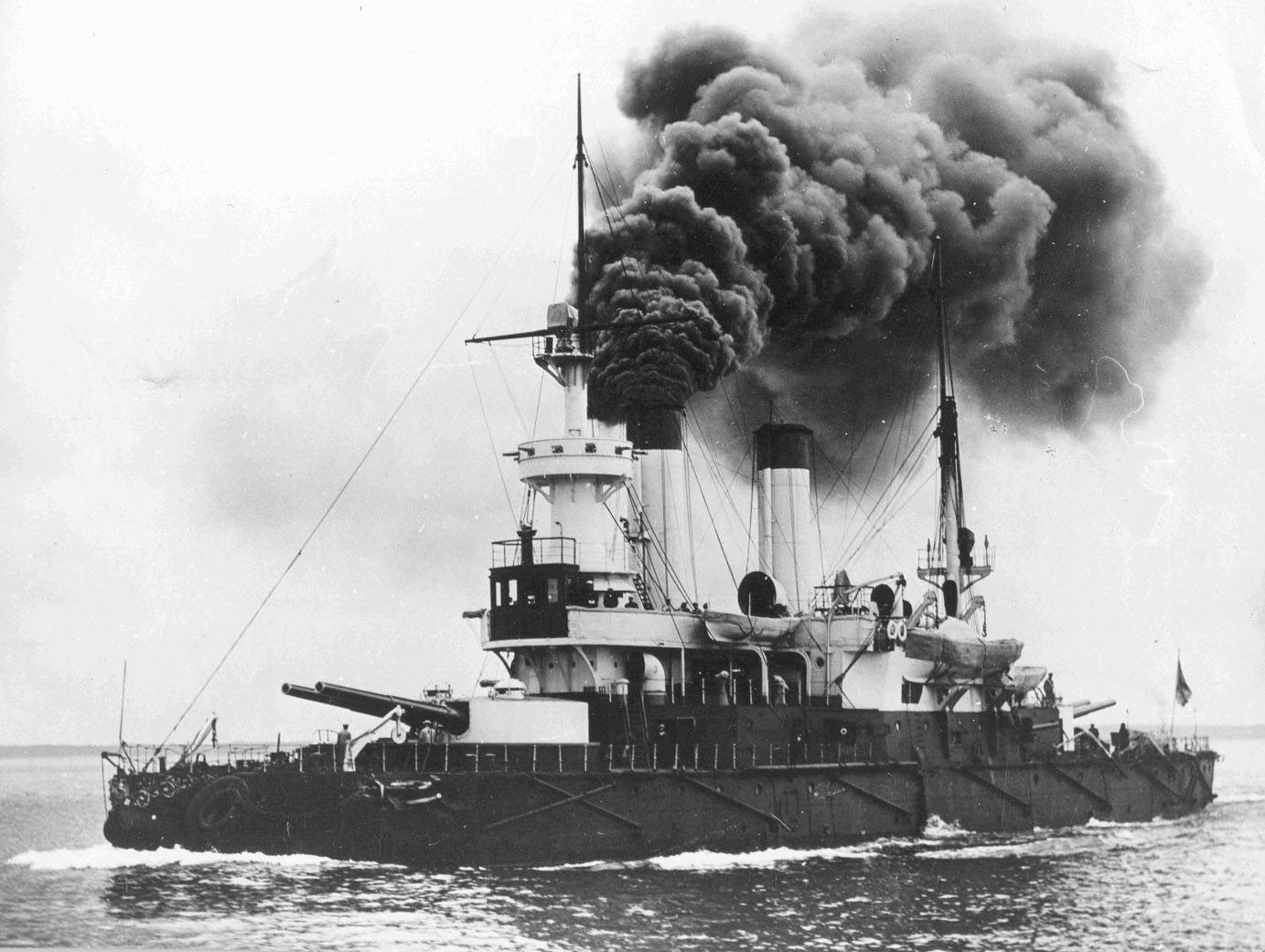
Броненосец береговой обороны «Адмирал Сенявин», на котором П. И. Белавенец участвовал в Цусимском сражении

В 1895 году окончил Морской кадетский корпус. После присвоения офицерского чина мичмана проходил службу на кораблях Черноморского флота. В 1900 году окончил Офицерский артиллерийский класс. В 1901 году произведён в лейтенанты флота. Находясь на действительной морской службе, прослушал полный курс и в 1903 году завершил обучение в Петербургском археологическом институте.
С началом Русско-японской войны П. И. Белавенец подал рапорт о направлении на боевой корабль. В декабре 1904 года был назначен старшим артиллерийским офицером броненосца береговой обороны «Адмирал Сенявин», на котором совершил переход на Дальний Восток в составе 3-й Тихоокеанской эскадры. Участник Цусимского сражения, попал в плен к японцам, пробыл в Японии девять месяцев. Находясь в плену, собрал большую коллекцию монет стран Дальнего Востока, вместе с переводчиком перевёл на русский язык 30 томов сочинений по японской и китайской нумизматике. Коллекцию монет и книг Белавенца приобрёл Эрмитаж в 1910 году. За свои работы П. И. Белавенец был избран членом Японского нумизматического и Японского Азиатского обществ.
В 1907 году был возвращён из плена на родину и продолжал службу на Черноморском флоте. В 1910 году перевёлся на Балтийский флот. В 1911 году был произведён в капитаны 2-го ранга. В 1913 году заочно окончил Московский археологический институт. За время службы на флоте был награждён орденами Святого Станислава 2-й и Святой Анны 2-й и 3-й степеней. В 1917 году был уволен в отставку с производством в капитаны I ранга. Работал в Народном военно-историческом музее войны 1914—1918 гг., затем заведовал Знамённым отделом Отдела охраны памятников искусств при Наркомате просвещения. Вместе с отделом перешёл в Артиллерийский исторический музей, где и трудился до конца жизни.
По настоянию П. И. Белавенца была восстановлена и приведена в порядок гробница генерал-адмирала графа Ф. М. Апраксина в Златоустовском монастыре в Москве, перенесён из Николаева в Севастополь памятник герою обороны Севастополя матросу И. В. Шевченко, восстановлены в Черноморском флоте и Каспийской флотилии пожалованные за Крымскую войну Георгиевские флаги, брейд-вымпелы и вымпелы.
Деятельность П. И. Белавенца получила высокое признание в стране и за рубежом. Он был избран членом Одесского общества любителей истории, Общества ревнителей истории, Петроградского археологического общества, членом Комиссии Музея севастопольской обороны, Эллинского историко-археологического музея в Афинах, Японского нумизматического и Японского Азиатского обществ, Северо-Китайского отделения Королевского общества.
Умер Пётр Иванович Белавенец 18 марта 1932 года.

### Творческая деятельность
С 1899 года П. И. Белавенец начал публиковаться в журнале «Морской сборник». Статьи, очерки, рассказы и отдельные работы Петра Ивановича были посвящены истории русского флота. Являясь членом Особого совещания по вопросам о русских национальных цветах, в 1910—1911 годах начал заниматься геральдикой, историей военных гербов, знамён и флагов. Выступил инициатором создания в марте 1912 года Комиссии по описанию боевых трофеев русского воинства, старинных российских знамён и флагов. Один из основателей отечественной вексиллологии (науки знаменоведения). В 1921 году по поручению Военно-исторической секции музейного подотдела Петроградского отдела охраны памятников искусства и старины он создал курс по знаменоведению. П. И. Белавенец написал свыше 60 книг и статей, часть которых вышла в свет уже после его смерти.
Ранние статьи писал под псевдонимами: Лейт. Б.; Лейт. П. Бел.

## Награды
Российские:
- Орден Святой Анны 2-й степени (6 мая 1914)
- Орден Святого Станислава 2-й степени (1912)
- Орден Святой Анны 3-й степени (6 декабря 1902)
- Медаль «За труды по первой всеобщей переписи населения» (1897)
- Медаль «В память русско-японской войны» (светло-бронзовая, 1906)
- Медаль «В память 300-летия царствования дома Романовых» (1913)
- Медаль «В память 200-летия морского сражения при Гангуте» (1915)

Иностранные:
- Знак, присвоенный званию officier d’Académie (Франция, 1905)
- Орден Князя Даниила I 3-й степени (Черногория, 1912)

## Публикации

### Книги и статьи по истории флота
- Двухсотлетие русского флота. (1696—1896). — Кронштадт.: Типография «Кронштадтский вестник», 1896. — 33 с.
- Генерал-адмирал граф Феодор Матвеевич Апраксин: Краткий биографический очерк. — Ревель.: Типография «Ревельские известия», 1899. — 31 с.
- Очаков: краткий исторический очерк военных действий русских морских и сухопутных сил у стен Очаковской твердыни. — Севастополь.: Типография Спиро, 1901. — 35 с.
- Адмирал П. С. Нахимов. — Севастополь.: Типография Спиро, 1902.
- Капитан 2-го ранга Иоганн-Рейнгольд фон дер Остен-Сакен, известный больше под именем капитана Сакена. — СПб.: Типография Морского Министерства в Главном Адмиралтействе, 1907. — 36 с.
- Лейтенант Зацаренный. — СПб., 1907.
- Значение флота в истории России. — СПб., 1909.
- Нужен ли нам флот и значение его в истории России. — СПб.: Товарищество Л. Голике и А. Вильборг, 1910. — 318 с.
- Материалы по истории русского флота. — М., Л.: Государственное военно-морское издательство НКВМФ СССР, 1940. — 152 с.

### Книги и статьи по геральдике и вексиллологии
- О знамёнах и гербе морского кадетского корпуса. — СПб., 1901. — 11 с.
- Краткая записка о старых русских знамёнах. — СПб.: Сенаторская Типография, 1911. — 77 с.
- Изменение российского государственного герба в императорский период // Вестник императорского общества ревнителей истории. Вып. 2. — Петроград, 1915.
- Флаг Царя Московского, хранившийся в кафедральном соборе города Архангельска с 1693 года // Бюллетень Управления геральдики Государственной архивной службы Российской Федерации. Вып. 1. — 1993. — 3 с.
- Цвета Русского Государственного национального флага: Записка Члена Особого Совещ., Кап.-Лейт. П.И. Белавенец / Выс. учрежд. при М-ве юст. Особое совещ. для выяснения вопроса о рус. гос. нац. цветах. — СПб., 1910. — С. 24.
- Артиллерийский исторический музей. Знамённый отдел. — Л., 1927. — 44 с.

## Семья и родовой герб

Капитан 1-го ранга И. П. Белавенец, отец П. И. Белавенца

- Отец — Белавенец, Иван Петрович (29.05.1829 —22.2.1878) — морской офицер, капитан 1 ранга, участник Севастопольской обороны, создатель и первый директор Компасной обсерватории в Кронштадте, специалист в области девиации морских судов[1].
- Мать — Белавенец (урожд. Пишчевич) Анна Платоновна, дочь отставного полковника Лейб-гвардии гусарского полка Платона Александровича Пишчевич[13].
- Брат — Белавенец Платон Иванович (1870—1926) — чиновник Министерства внутренних дел Российской империи. Служил в Вооружённых силах Юга России. Иммигрировал в Югославию[14].
- Брат — Белавенец Борис Иванович (рожд. 1876) — полковник, участник Русско-японской и Первой мировой войн. Служил в Добровольческой армии. Иммигрировал в Югославию, затем во Францию, позднее в Парагвай[15].
- Брат — Белавенец Митрофан Иванович (рожд. 1874) — инженер лесного хозяйства, учёный-лесовод, земский деятель. Эмигрировал во Францию[16].
- Дочь — Медведева (урожд. Белавенец) Ксения Петровна (1905, Екатеринослав — 2000, Ниш, Сербия). Архитектор, педагог. Эмигрировала в Югославию, окончила Харьковский девичий институт императрицы Марии Федоровны (1924) в городе Нови-Бечей[17], жена архитектора А. И. Медведева.

Родовой герб был пожалован отцу П. И. Белавенца — капитан-лейтенанту Ивану Петровичу Белавенцу 29 октября 1867 года. Описание герба (блазон):

В лазуревом щите золотой корабль. Щит увенчан дворянскими шлемом и короною. Нашлемник: два накрест положенные серебряные с лазуревыми крестами с золотыми древками флага, посреди коих золотой украшенный алмазами компас. Намёт лазуревый с золотом, окруженный лазуревою лентою с надписью «за полезные учёные труды 5 июня 1865 года»— Сборник дипломных гербов Российского Дворянства, невнесенных в Общий Гербовник, том II, стр.98.